# Baie de St Andrews
La baie de St Andrews est une indentation de la côte à l’Est de la Géorgie du Sud, immédiatement au Sud du mont Skittle. La baie a été probablement aperçue pour la première fois par l'expédition britannique de James Cook qui a reconnu cette côte en 1774-1775. Le nom date d’au moins 1920 et est maintenant bien établi.

## Description
St. Andrew Bay est une large baie, assez exposée, au sud de la chaîne des monts Allardyce. Son sable gris sombre s’étire du nord au sud sur 3 km. Derrière la plage, la baie est fermée à l’ouest par la plaine glaciaire des glaciers Cook, Buxton et Heaney.
Le retrait du glacier Cook a laissé à son pied une grande lagune d’eau de fonte qui se déverse dans la mer par un chenal. Les eaux des deux autres glaciers forment des torrents dont le parcours varie au fil des saisons.
L’extrémité nord de la plage est abritée par un promontoire rocheux appelé Clark Point entouré de récifs couverts de kelp. C’est à cet endroit de la plage que se situe le point de débarquement obligatoire des passagers des navires de croisière. Un refuge a été construit au nord de la plaine en face de cet atterrissage.
À cause de la présence des trois glaciers et de leur altitude, la baie est fréquemment exposée aux vents catabatiques qui peuvent en quelques minutes dépasser 200 km/h.

## La faune
La plage de St. Andrews Bay concentre les espèces de mammifères marins communes à cette côte de la Géorgie du Sud, alors que la rookerie (zone protégée) des manchots royaux est implantée au pied du glacier Cook. Ils y ont là l’un de leur principal site de reproduction de l'île avec plusieurs centaines de milliers de couples. À cause du cycle de reproduction qui n’est pas annuel, la rookerie est continuellement fréquentée.
Grâce à sa relative accessibilité depuis l’intérieur de l’île, on y trouve également le renne (Rangifer tarandus), espèce importée jadis par les baleiniers Norvégiens.

## La flore
La plaine clairsemée et humide  est parsemée de touffes de tussack et de pâturin annuel. Les pentes côtières plus raides de Clark Point qui sont inaccessibles aux rennes, comportent une végétation plus fournie, refuge des albatros fuligineux ou des labbes bruns entre autres.